# Golconda, Illinois
Golconda är administrativ huvudort i Pope County i den amerikanska delstaten Illinois. Countyt grundades år 1816 och dess huvudort kallades först Sarahsville efter bosättaren Sarah Lusk. Namnbytet till Golconda skedde redan år 1817.